# Neoceratium balechii
Neoceratium balechii is een soort in de taxonomische indeling van de Myzozoa, een stam van microscopische parasitaire dieren. Het organisme komt uit het geslacht Neoceratium en behoort tot de familie Ceratiaceae. Neoceratium balechii werd in 2001 ontdekt door F.Gomez, D.Moreira & P.Lopez-Garcia.